# Bruno de Solages
Bruno de Solages (Mézens, 8 agosto 1895 – Tolosa, 14 novembre 1983) è stato un presbitero francese, rettore dell'Institut catholique de Toulouse dal 1931 al 1964.

## Biografia
Nato nella nobile famiglia de Solages l'8 agosto 1895, Bruno de Solages era figlio di Henri de Solages e Anne Marie du Parc Locmaria, Bruno de Solage. Nel 1914 ottenne la licenza in lettere a Parigi e, quattro anni più tardi, entrò nel seminario di Issy-les-Moulineaux. Nel '22 fu ordinato sacerdote. Dopo aver prestato servizio come cappellano presso la Chiesa di San Luigi dei Francesi in Roma, nel '24 conseguì due dottorati in diritto canonico e in teologia. Quindi, trascorse un anno all'École Biblique di Gerusalemme sotto la guida di padre Marie-Joseph Lagrange.
Professore fino al 1931, poi rettore dell'Institut catholique de Toulouse durante l'arcivescovado di Mons. Jules Saliège, alla fine degli anni '30 aiutò i rifugiati spagnoli e poi quelli polacchi. Il 19 febbraio 1939, insieme al suo arcivescovo, ribadì con fermezza la condanna della Chiesa nei confronti del razzismo. Nel 1939 fu arruolato nell'esercito, ma l'anno seguente dichiarò di preferire una Francia vittoriosa guidata da Léon Blum e dai massoni a una Francia sconfitta governata dal maresciallo Pétain. Rifiutò i finanziamenti del governo francese per il suo istituto. Ben presto, iniziò a proteggere gli ebrei presso l'istituto insieme al cugino, l'abate René de Naurois, e divenne uno dei protagonisti della posizione della Chiesa di Tolosa contro la persecuzione; ricevette minacce di morte da gruppi vicini al movimento collaborazionista. Arrestato durante la retata locale dell'8/9 giugno 1944, fu deportato.
Intrattenne una vivace corrispondenza con personalità vicine alla Nouvelle théologie, tra cui padre Henri de Lubac e, soprattutto, Pierre Teilhard de Chardin. Nel 1948 padre Giovanni Battista Montini, il futuro papa Paolo VI, gli concesse un'udienza con Pio XII su questo tema. 
Andò in pensione nel 1964 e morì nel novembre 1983, dopo aver pubblicato diverse opere, tra cui L'Initiation métaphysique : l'Univers, l'Homme, Dieu, la Connaissance (1962), in cui dimostrò la sua cultura e il suo spirito sia scientifico che religioso, metodo che applicò in particolare ai quattro Vangeli canonici. La sua domanda per diventare Giusto tra le Nazioni non fu accolta per l'assenza di testimoni ebrei, a differenza di quella del fratello Maurice.

## Opere
- Camille Dupin, tombé au champ d'honneur, sa vie, ses essais littéraires, 1895-1917, Éd. de la « Revue Montalembert », Paris, 1920, 237 p.
- Mgr de Solages & Abbé Cl. Mauriès, Le Christianisme dans la vie publique, Spes, Paris, 1937.
- La Théologie de la guerre juste, genèse et orientation..., Desclée de Brouwer, Paris, 1946, 157 p.
- Mgr de Solages & Chanoine Mauriès, Billets de Christianus, Spes, Paris, 1948, 159 p.
- Le Livre de l'espérance. L'Âme, Dieu, la Destinée, Spes, Paris, 1954.
- Synopse grecque des Évangiles / méthode nouvelle pour résoudre le problème synoptique, Leiden & Brill, Toulouse : Institut catholique , 1958, 1128 p.
- Teilhard de Chardin, Privat, Toulouse, 1966, 399 p.